# Samuel Alves
Samuel Alves (født 14. juni 1991) er en brasiliansk fodboldspiller, som spiller for den japanske fodboldklub SC Sagamihara.